# Erika Farías
Erika del Valle Farías Peña (Caracas, Venezuela; 30 de octubre de 1972) es una política venezolana. Es militante e integrante de la Dirección Nacional del PSUV. Fue la alcaldesa del municipio Libertador de Caracas, hasta el 27 de agosto de 2021, que renuncia al cargo. También fue desde el 2012 al 2016, gobernadora del estado Cojedes. Además, se ha desempeñado como ministra para el Despacho de la Presidencia en tres oportunidades como ministra para la Agricultura Urbana, ministra para las Comunas y miembro de la Asamblea Nacional Constituyente de Venezuela de 2017.
Directora Nacional del Frente Francisco de Miranda

## Biografía
Farías es egresada de la Universidad Pedagógica Experimental Libertador. Directora Nacional del Frente Francisco de Miranda (Organización Política juvenil venezolana, dedicada al Trabajo social). Fue Ministra del Poder Popular para la Alimentación y Ministra del Poder Popular del Despacho de la Presidencia venezolana durante el mandato del presidente Hugo Chávez. Diputada de la Asamblea Nacional por Cojedes 2010. El 16 de diciembre de 2012, ganó las elecciones de gobernadores por el estado Cojedes, con 75.383 votos.
Fue nombrada Ministra del Poder Popular para las Comunas y los Movimientos Sociales en 2016. El presidente Nicolás Maduro anunció cambiar a Farías del Ministerio del Poder Popular para las Comunas y los Movimientos Sociales al Ministerio del Poder Popular de Agricultura Urbana, el 4 de enero de 2017. Posteriormente gana la alcaldía del municipio Libertador de Caracas, convirtiéndose en la primera mujer venezolana en alcanzar dicho cargo de elección popular. En 2021, renuncia al cargo, tras no ser elegida en las primarias abiertas de candidatos del PSUV y varias críticas a su gestión de gobierno.

## Sanciones
El 9 de agosto de 2017, fue sancionada por el Departamento del Tesoro de los Estados Unidos, el cual inmovilizó los bienes que tenía en dicho país.